# Muliloto
Muliloto est un roi d'Uvea qui règne moins d'un an en 1829. Il succède à la reine Toifale. Il réside à Ha'afuasia. Très âgé, il meurt durant l'année de son règne et est enterré à Tokatafa. Soane-Patita Vaimua Lavelua Ier lui succède.